# Sandro Camasio
Alessandro Camasio (Isola della Scala, 5 de abril de 1886 - Turín, 23 de mayo de 1913) fue un periodista, escritor y director de cine italiano.

## Biografía
Alessandro Camasio, más conocido como Sandro, era hijo de un funcionario de la Oficina del Registro. Se graduó en Derecho en Turín, pero su pasión fue el teatro. Se convirtió en redactor de la Gazzetta de Turín y escribió algunas obras teatrales hasta que, en colaboración con Nino Oxilia, alcanzó el éxito gracias a la comedia ¡Adiós, juventud!, representada por primera vez en el Teatro Manzoni de Milán el 27 de marzo de 1911, bajo la dirección del propio Camasio. En colaboración con el mismo Oxilia y con Nino Berrini escribió la revista teatral satírica Cosas del otro mundo, que también obtuvo gran éxito. También probó fortuna como director cinematográfico con la película La caverna funesta (1913).
Murió hospitalizado como consecuencia de un ataque de meningitis.

## Obras

### Obras teatrales
- Sin conductor
- El surco
- Bajo la ceniza
- La zingara (1909) (escrita con Nino Oxilia)
- "Adiós, juventud!" (1911) (escrita con Nino Oxilia)
- Cosas del otro mundo (escrita con Nino Oxilia y Nino Berrini)
- La amante del corazón (inconclusa)

### Películas
- La caverna funesta (1913)